# ملله (پیمونت)
ملله (به ایتالیایی: Melle) یک کومونه در ایتالیا است که در استان کونیو واقع شده‌است. ملله ۲۸٫۰ کیلومتر مربع مساحت و ۳۴۰ نفر جمعیت دارد.